# 满洲住友金属
满洲住友金属工业株式会社是一家曾存在于满洲国奉天市（今辽宁省沈阳市）的一家大型钢铁及重型机械制造产业会社。满洲住友金属于1938年1月20日正式成立，由原设在鞍山的满洲住友钢管株式会社与新建于奉天市的制钢所合并而成。战后，其奉天工厂被国民政府接收，最终演变为沈阳重型机械集团有限责任公司。如今，工厂原址的一部分，特别是其车间旧址，已被列为辽宁省文物保护单位。

## 历史沿革

### 满洲住友金属工业株式会社
满洲住友金属工业株式会社的直接前身，是满洲住友钢管株式会社。这家以生产钢管为主要业务的公司最初设立于满洲国鞍山市，资本金为一千万日元。随着日本对华战争的扩大和对战略物资需求的激增，住友决定进一步扩大其在满洲的生产能力。当时，奉天正经历快速的工业化，其工业产值和重要性已逐渐超越大连等传统工业城市，形成了以机械、化工、纺织为核心的综合性工业基地。于是，住友在奉天市铁西区规划并建设了一座规模宏大、技术先进的奉天制钢所，是当时铁西区最大的一家工厂。为了整合资源、提升效率，住友决定将鞍山的钢管业务与奉天的制钢所进行合并。1938年1月20日，满洲住友金属工业株式会社正式宣告成立。
1945年8月，日本战败，苏联红军进入奉天市。苏军的最初任务是解除日本关东军的武装，但其行动迅速超出了这一范围。苏联将日本在满洲经营数十年的庞大工业体系视为其应得的“战利品”，随即展开了一场有计划、有组织的工业设备拆解行动。满洲住友金属的奉天工厂，作为东北地区最先进的重工业企业之一，遭到了毁灭性的打击。据调查，工厂几乎所有的精良设备，包括大型机床、炼钢炉和发电设备，均被拆运一空，损失达2219.4万美元。

### 沈阳钢胎厂
1945年10月，中华民国国民政府的军队进驻沈阳，并成立了东北行营物资统一接收委员会。1946年3月24日，国民政府的资源委员会正式接收了满洲住友金属工业株式会社的空壳厂房 。同年10月1日，该厂被划归国民政府资源委员会下属的鞍山钢铁有限公司管理，先后被命名为   鞍钢炼钢厂沈阳分厂和沈阳钢胎厂。然而，对于国民政府而言，这次接收更像是一次“空洞的继承”。由于最关键的生产设备已荡然无存，加上当时东北地区政治局势动荡，国共内战全面爆发，国民政府既无力也无暇对工厂进行修复和重建。在1946年至1948年这两年多的时间里，工厂基本处于停滞状态，未能恢复任何有效生产。

### 沈阳重型机器厂
1948年11月2日，中国人民解放军进驻沈阳。新成立的东北人民政府迅速对接收的工业资产进行整合、改造并将其纳入国家计划经济体系。原满洲住友工厂的厂区，并将其与邻近的、原属满洲三菱株式会社的工厂（后来的沈阳第一机床厂）合并，成立了第一机器总厂，原住友厂区被编为第一分厂。工厂而后也经历了频繁更名与管理权变更，最终定名为沈阳重型机器厂。2013年6月17日，满洲住友金属工业株式会社车间旧址被列为沈阳市文物保护单位。2025年6月4日，车间旧址被列为辽宁省文物保护单位进行保护。